# Mixobarbaroi
I Mixobarbaroi (in greco antico: μιξοβάρβαροι?, in latino semibarbari) era un termine etnografico usato per la prima volta nella Grecia classica dagli autori per indicare persone che vivevano alle frontiere dell'oikoumene, e che avevano qualità sia dei popoli civilizzati che dei barbari, come si vede nelle opere di Euripide, Platone e Senofonte. In seguito, il termine verrà utilizzato per descrivere i greci meticci o altri popoli mescolati con i “barbari” nelle terre greche della multiculturalità.
Nel dialogo platonico "Menesseno", un gruppo di “barbari” si considerava greco, ma non era un greco purosangue, quindi solo “mixobarbaroi”. Senofonte descrive gli abitanti di Cedreiae, in Asia Minore, che erano alleati di Atene, come “mixobarbaroi”, cioè coloro che erano legati a trattati con Atene ma non erano ateniesi.
Dopo la cristianizzazione dell'Impero romando d'oriente e il primo imperatore cristiano Costantino I, il termine viene utilizzato per indicare i non romani di fede cristiana che vivevano nelle frontiere vincolati da trattati all'imperatore, quindi di stirpe semibarbara, in contrapposizione ai “barbari” ordinari che erano non civilizzati, pagani o non vivevano nelle frontiere.
In epoca bizantina questo termine è stato utilizzato da autori soprattutto nell'XI e XII secolo per indicare popolazioni miste dal punto di vista etnico e linguistico, come quelle presenti nelle province danubiane. Anna Comnena si riferisce ai paceneghi di Paristrion come “mixobarbaroi”, distinguendoli dagli Sciti con cui tuttavia condividevano la lingua. Il termine è stato utilizzato anche da molti autori contemporanei all'indomani delle invasioni turche dell'Anatolia, soprattutto in riferimento alla prole di uomini turchi con donne indigene cristiane. In seguito è stato utilizzato da autori bizantini e bulgari per indicare i bulgari e i valacchi che mantenevano uno stile di vita barbaro, le popolazioni autoctone che si erano mescolate con i pecheneghi o miscele di questi ultimi, come i bulgaralbanitóvlac (βουλγαλβανιτόβλακος) che abitavano Momcila in Macedonia. Il termine bulgaro e vlaco è stato utilizzato anche per indicare i bulgari e i vlachi che mantenevano uno stile di vita barbaro, le popolazioni autoctone che si erano mescolate con i pecheneghi o miscele di questi ultimi, come i bulgaralbanitóvlac (βουλγαλβανιτόβλακος) che abitavano Momcila in Macedonia.
Speros Vryonis ha affermato che i “Mixovarvaroi” erano in numero considerevole all'inizio del XII secolo e, sebbene le prove indichino che questi figli spesso parlavano sia il greco che il turco, la maggioranza era di fede musulmana e si considerava turca. Nel corso del tempo questo fenomeno ha contribuito alla riduzione della popolazione cristiana e all'islamizzazione e turchizzazione dell'Anatolia:
Il termine mixo-barbarous si riferisce alla lingua di partenza del greco moderno, caratterizzata da frasi elleniche, da una sintassi antica e da una mimica complessivamente antica, ma combinata con un'etimologia moderna e straniera applicata al dialetto volgare usato dai greci durante e dopo la caduta di Costantinopoli.